# 豊竹藤太夫
豊竹 藤太夫（とよたけ とうだゆう）は人形浄瑠璃文楽座の太夫。

## 略歴
初代。本名：林 洋（はやし ひろし）
- 1955年（昭和30年）10月23日、三重県度会郡大宮町（現：大紀町）生まれ
- 1978年（昭和53年）3月、玉川大学文学部芸術学科演劇専攻卒業
- 1977年（昭和52年）4月、劇団新国劇に入団。辰巳柳太郎の書生となる
- 1977年（昭和52年）7月、林洋の名で中座で初舞台
- 1980年（昭和55年）3月、劇団新国劇退団
- 1980年（昭和55年）4月、国立劇場文楽第七期研修生となる
- 1982年（昭和57年）4月、9代目竹本文字太夫（7代目竹本住太夫）に入門し、竹本文字久太夫（たけもともじひさだゆう）を名のる
- 1982年（昭和57年）7月、朝日座で初舞台
- 2004年（平成16年）6月、国の重要無形文化財「人形浄瑠璃文楽」の保持者に認定（総合認定）される
- 2009年（平成21年）8月より国立劇場養成課講師も務める
- 2019年（平成31年）4月、初代豊竹藤太夫（とよたけとうだゆう）と改名[1]

## 受賞歴
- 1994年（平成 6年） 1月 - 第22回(平成5年度)文楽協会賞
- 1994年（平成 6年）11月 - 平成5年度因協会奨励賞
- 1996年（平成 8年） 1月 - 第24回(平成7年度)文楽協会賞
- 1997年（平成 9年） 1月 - 第16回(平成8年)国立劇場文楽賞文楽奨励賞
- 1998年（平成10年）1月 - 第26回(平成9年度)文楽協会賞
- 2001年（平成13年）1月 - 第20回(平成12年)国立劇場文楽賞文楽奨励賞
- 2003年（平成15年）1月 - 第31回(平成14年度)文楽協会賞
- 2006年（平成18年）1月 - 平成16年度因協会奨励賞
- 2010年（平成22年）4月 - 十三夜会奨励賞
- 2016年（平成28年）4月 - 第35回(平成27年)国立劇場文楽賞文楽優秀賞
- 2017年（平成29年）2月 - 平成28年度大阪文化祭賞優秀賞
- 2020年（令和２年）  3月 - 令和元年度大阪文化祭賞＜第一部門＞
- 2023年（令和５年）  ３月 - 第42回(令和4年度)国立劇場文楽賞優秀賞

## その他
- 1999年（平成11年）1月- 2月： 産経新聞木曜日夕刊に「旅のエッセイ」を連載
- 2009年（平成21年）1月-12月： 産経新聞第二火曜日夕刊に「花の姿風の心」を連載